# El fava de Ramonet
El fava de Ramonet (1933) és un migmetratge rodat i dirigit a València per Joan Andreu i Moragas. Es tracta de la primera pel·lícula sonora en valencià. Està basada en un sainet de Lluís Martí (oncle de Luis García Berlanga) i Ismael Serneguet sobre la no-violència, en el qual es juga amb els elements populars. Hi apareixen sales de ball de moda en aquell moment, el barri de la Malva-rosa i els barracons de la platja, que retraten la València de l'època. El rodatge va fer-se a la ciutat de Túria. La música de la pel·lícula és de Maestro Toko.
El pressupost va ser d'11.000 pessetes. Es va estrenar el 1933 a València simultàniament en tres locals: el Coliseum, el Lírico i el Royal. No es té constància que s'estrenés ni al Principat ni a les Illes Balears.
En la còpia videogràfica que se'n conserva, té una durada de 39 minuts. Tanmateix, basant-se en les memòries del director de la pel·lícula, Ricardo Blasco i Laguna afirma a la Introducció a la història del cine valencià que tenia una longitud de 1400 metres, cosa que fa pensar que la versió sencera tenia aproximadament una hora de durada. De fet, en la versió conservada es detecta l'absència d'alguns fragments i hi ha salts il·lògics. No obstant això, el relat se segueix sense dificultats.

## Títol
El vocable fava és definit al Diccionari català-valencià-balear (s.v.) d’Alcover i Moll com a ‘Persona beneitota, aturada, que no es sap desfer de les dificultats (Cat., Val., Bal.); cast. bobalicón. En valencià i mallorquí s'aplica quasi exclusivament als homes; en altres regions es diu també de les dones'.

## Argument
Ramonet és un xic de 17 anys, extravertit i loquaç. Sa mare, propietària d'un taller de confecció, està preocupada per ell i el deixa en mans d'un perruquer descarat i vividor, anomenat Joano, perquè l'espavile. Este se l'emporta a un cabaret, on s'interpreten una sèrie de números musicals en la pista de ball (tango, pasdoble, claqué, etc.). Mentrestant, Ramonet no para de fer animalades i de ficar-se amb alguns espectadors, com "la malaguenya", una valenciana que es fa passar artísticament per andalusa, i el seu xicot. Este, finalment, s'enfada amb Ramonet i Joano, els amenaça i els cita a un barracó de la platja per venjar-se de les ofenses. Per fi, en el lloc dels fets, la intervenció de la mare de Ramonet evita un final tràgic a la història.

## Repartiment

Cartell publicitari de la pel·lícula.

Intèrprets principals de la primera interpretació:
- Julio Espí: Ramonet
- Paco Fernández: Chuano
- Carmen Casesnoves: Rosario
- Pepita «La Malagueña»: Conchita Reyes
- Amparito Gregori: Trini
- Mode Caladín: Consuelo
- Soto y Valero: Los Guayabos
- Vicente Talón: Bailarín
- Ramón Serneguet: Flamenco
- Monfort: Micalet
- Cruz y Campitos
- E. Pascual: Ferrara
- C. Espí - Niña Ferrara

Segons Ricard Blasco, eren intèrprets molt coneguts en aquells moments, en especial Juli Espí i Ramon Serneguet. A més a més, parlà també de Francesc Hernández i Lluïsa Wieden, intèrprets que no apareixen en els crèdits.

## Qüestions lingüístiques
En primer lloc, tot i que el títol del film a la fitxa tècnico-artística original era El fava de Ramonet, la versió que apareixia en pantalla era El faba de Ramonet. No es sap ben bé si aquesta vacil·lació es tracta d’un error tipogràfic o d’ignorància de la llengua, però el fet que sigui «el primer film hablado en valenciano» (explicació en castellà i subratllant el terme valenciano) potser especifica que és parlat, no escrit. És a dir, tant la propaganda del film com la fitxa tècnico-artística són en castellà.
Una altra de les qüestions amb relació a la llengua és que El fava es va estrenar a la ciutat de València, i no consta que s'estengués més enllà. Donada l’època en què es va estrenar el film, això es pot explicar per la manca d’interrelació entre el cinema català, valencià i balear.